# Psammosteidae
Die Psammosteidae sind ein ausgestorbenes Taxon von meeresbewohnenden Wirbeltieren. Sie gehörten zu den Heterostraci, einer Untergruppe der Pteraspidomorphi, womit die Psammosteidae zu den Kieferlosen (Agnatha) zählten, d. h. zu entfernten Verwandten der heutigen Fische.
Nachzuweisen sind Fossilien der Psammosteidae im Silur und Devon (vor 430 - 370 Mio. Jahren). Sie verfügten über einen Schädelpanzer, nicht jedoch über einen Kiefer. Im Vergleich zu den anderen Heterostraci, die etwa eine Länge von 5 – 30 cm erreichten, waren die Psammosteidae mit bis zu 150 cm deutlich größer.